# Tsalapitsa
Tsalapitsa (bulgariska: Цалапица) är ett distrikt i Bulgarien.   Det ligger i kommunen obsjtina Rodopi och regionen Plovdiv, i den centrala delen av landet, 150 km sydost om huvudstaden Sofia.
Trakten runt Tsalapitsa består till största delen av jordbruksmark. Runt Tsalapitsa är det ganska tätbefolkat, med 104 invånare per kvadratkilometer.